# Romeo!
Romeo! è una serie televisiva del 2003 trasmessa sul canale Nickelodeon sia negli USA che in Italia.